# Сіт-Плезант (Меріленд)
Сіт-Плезант (англ. Seat Pleasant) — місто (англ. city) в США, в окрузі Графство принца Георга штату Меріленд. Населення — 4522 особи (2020).

## Географія
Сіт-Плезант розташований за координатами 38°53′43″ пн. ш. 76°54′5″ зх. д. / 38.89528° пн. ш. 76.90139° зх. д. (38.895312, -76.901408).  За даними Бюро перепису населення США в 2010 році місто мало площу 1,89 км², уся площа — суходіл.

## Демографія
Згідно з переписом 2010 року, у місті мешкали 4542 особи в 1650 домогосподарствах у складі 1135 родин. Густота населення становила 2403 особи/км².  Було 1806 помешкань (956/км²).
Расовий склад населення:
| - 91,0 % — чорних або афроамериканців - 2,0 % — білих - 0,4 % — корінних американців - 0,4 % — азіатів - 3,8 % — осіб інших рас |

До двох чи більше рас належало 2,4 %. Частка іспаномовних становила 5,7 % від усіх жителів.
За віковим діапазоном населення розподілялося таким чином: 25,9 % — особи молодші 18 років, 59,9 % — особи у віці 18—64 років, 14,2 % — особи у віці 65 років та старші. Медіана віку мешканця становила 36,7 року. На 100 осіб жіночої статі у місті припадало 82,2 чоловіків;  на 100 жінок у віці від 18 років та старших — 77,7 чоловіків також старших 18 років.
Середній дохід на одне домашнє господарство  становив 56 850 доларів США (медіана — 45 833), а середній дохід на одну сім'ю — 60 836 доларів (медіана — 62 575). Медіана доходів становила 34 896 доларів для чоловіків та 47 284 долари для жінок. За межею бідності перебувало 17,0 % осіб, у тому числі 23,5 % дітей у віці до 18 років та 15,0 % осіб у віці 65 років та старших.
Цивільне працевлаштоване населення становило 1798 осіб. Основні галузі зайнятості: освіта, охорона здоров'я та соціальна допомога — 15,5 %, публічна адміністрація — 12,5 %, роздрібна торгівля — 11,6 %.